# Robert Peliza

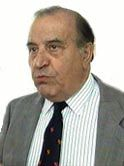
Sir Robert Peliza

Sir Robert John Peliza, KBE, GMH, ED (* 16. November 1920 in Gibraltar; † 12. Dezember 2011 ebenda) war ein Politiker aus Gibraltar, der zwischen 1969 und 1972 Chief Minister von Gibraltar war.

## Leben
Peliza war ursprünglich Offizier und zuletzt Major. Für seine militärischen Verdienste wurde ihm das Offizierskreuz des Order of the British Empire (OBE) sowie die Efficiency Decoration (ED) verliehen. Er war zunächst Mitglied der Association for the Advancement of Civil Rights (AACR) und gründete 1967 die Integration with Britain Party (IWBP). Diese gewann bei den Wahlen zum Versammlungshaus von Gibraltar (Gibraltar House of Assembly) am 30. Juli 1969 fünf der 15 Sitze und bildete zusammen mit der dreiköpfigen Isola Group von Peter Isola am 6. August 1969 eine Koalitionsregierung. Peliza löste daraufhin Joshua Abraham Hassan als Chief Minister von Gibraltar ab, während Peter Isola stellvertretender Chief Minister wurde.
Bei den darauf folgenden vorgezogenen Wahlen 1972 gewann die IWBP zwar zwei Sitze hinzu und verfügte nunmehr über sieben Mandate. Allerdings waren darin schon zwei Mandate der nunmehr aufgelösten Isola Group enthalten. Die AACR wiederum gewann acht Mandate und war somit wieder stärkste Partei. Am 25. Juni 1972 übernahm Joshua Abraham Hassan als Nachfolger von Peliza wieder das Amt des Chief Minister. Er war daraufhin Oppositionsführer, übergab die Ämter als Vorsitzender der IWBP sowie als Oppositionsführer jedoch bereits im Oktober 1972 an Maurice Xiberras.
Peliza selbst wurde bei den Wahlen am 29. September 1976 und am 6. Februar 1980 wieder zum Mitglied des House of Assembly gewählt. Bei den Wahlen am 26. Januar 1984 erlitt er jedoch ein Wahlniederlage und schied ebenso wie Peter Isola aus dem Versammlungshaus aus. Nachdem er bei den Wahlen vom 24. März 1988 nicht kandidiert hatte, wurde er 1989 als Nachfolger von Alfred J. Vasquez von den Mitgliedern des House of Assembly zum neuen Parlamentssprecher (Speaker) gewählt und bekleidete dieses Amt bis 1996, woraufhin John Alcantara seine Nachfolge antrat.
Am 31. Dezember 1997 wurde Periza, dem auch die  Gibraltar Medallion of Honour (GMH) verliehen wurde, zum Knight Commander des Order of the British Empire (KBE) geschlagen und führte fortan den Namenszusatz „Sir“. Er verstarb im St Bernard’s Hospital von Gibraltar.